# Leïla Bekhti

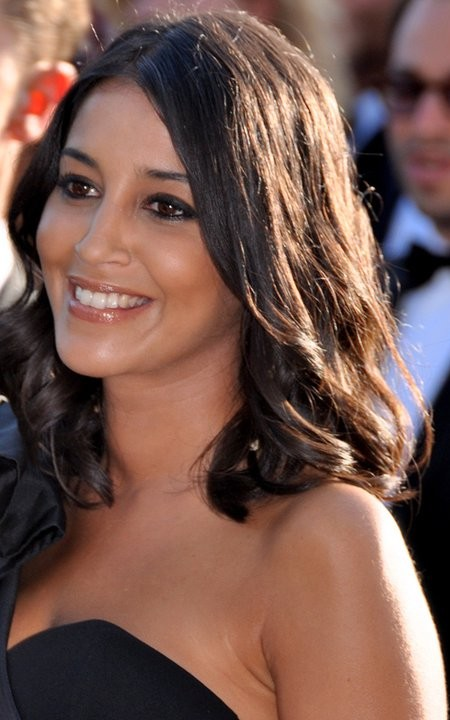
Bekhti podczas 64. MFF w Cannes (2011).

Leïla Bekhti (ur. 6 marca 1984 w Issy-les-Moulineaux) – francuska aktorka pochodzenia algierskiego.

## Życiorys
Urodziła się we Francji w algierskiej rodzinie pochodzącej z Sidi Bu-l-Abbas.
Zasiadała w jury sekcji "Un Certain Regard" na 65. MFF w Cannes (2012).
Oficer Orderu Sztuki i Literatury (2021).

## Filmografia
- 2005 - Sheitan
- 2006 - Madame le proviseur
- 2006 - Zakochany Paryż
- 2006 - Tricheurs
- 2006 - Harkis
- 2006 - Pour l’amour de Dieu
- 2006 - Mauvaise foi
- 2007 - Ali Baba et les 40 voleurs
- 2007 - Choisir d'aimer
- 2008 - Des poupées et des anges
- 2008 - Mesrine: Killer Instinct
- 2009 - La bête
- 2009 - Prorok
- 2009 - Tout ce qui brille
- 2009 - Le cose che restano
- 2009 - Histoires de vies
- 2010 - Fracture
- 2010 - Il reste du jambon ?
- 2010 - Toi, moi, les autres
- 2010 - L'Or rouge
- 2011 - La Source des femmes
- 2011 - Itinéraire bis
- 2011 - Une vie meilleure
- 2012 - La Juve de Timgad